# Sklenářka (dolní usedlost)
Dolní Sklenářka je zaniklá usedlost v Praze 3-Žižkově. Stála v místech východního rohu ulic Seifertova a Přibyslavská.

## Historie
Na Birkhardtově panoramatické vedutě ostřelování Prahy pruskou armádou roku 1757 je "Sklenarzka" vyznačena číslem 14 a sloužila pravděpodobně jako pozice jedné z dělostřeleckých baterií. K roku 1785 je uvedena existence usedlosti, která se rozkládala na jižní straně silnice do Olšan (Seifertova). Pravděpodobně vznikla později než sousední usedlost Horní Sklenářka. 
V seznamu 67 Viničných Hor z roku 1843 se zde uvádí výletní hostinec. Na konci 19. století byly její pozemky rozparcelovány při výstavbě činžovních domů a usedlost zanikla.